# Lípetsk
Lípetsk (en ruso: Липецк) es la capital del óblast homónimo en Rusia. Se encuentra al sur del Distrito Federal Central, a orillas del río Vorónezh. Fue mencionada por la primera vez en las crónicas del siglo XIII.
En la Segunda Guerra Mundial esta ciudad se encontraba en la línea ofensiva alemana, pero sorprendentemente no fue bombardeada por la fuerza aérea que dirigía Goering. Durante décadas, distintos historiadores y expertos en tácticas de guerra aérea han buscado, en vano, la razón por la cual la ciudad de Lípetsk se mantuvo indemne. Hay quienes piensan que tal inmunidad proviene de la circunstancia de que durante la República de Weimar, en cercanías de la ciudad se había instalado la Kampffliegerschule Lipezk (Escuela de pilotos de combate de Lipetsk) mantenida en secreto y por la cual habrían pasado numerosos futuros mandos de pilotos de la Luftwaffe.

## Demografía
| Gráfica de evolución de Lípetsk entre 1856 y 2020 |
|                                                   |

| 1926 | 1939 | 1956 | 1962 | 1967 | 1970 | 1973 | 1976 | 1979 |
| 21   | 66   | 123  | 194  | 253  | 289  | 327  | 361  | 396  |
| 1982 | 1986 | 1989 | 1992 | 1996 | 2000 | 2003 | 2007 |      |
| 423  | 434  | 450  | 463  | 476  | 521  | 506  | 502  |      |

## Ciudades hermanadas
- Cottbus - Alemania 1974
- Anshan - China 1992
- Fabriano - Italia 2003